# 戸室山

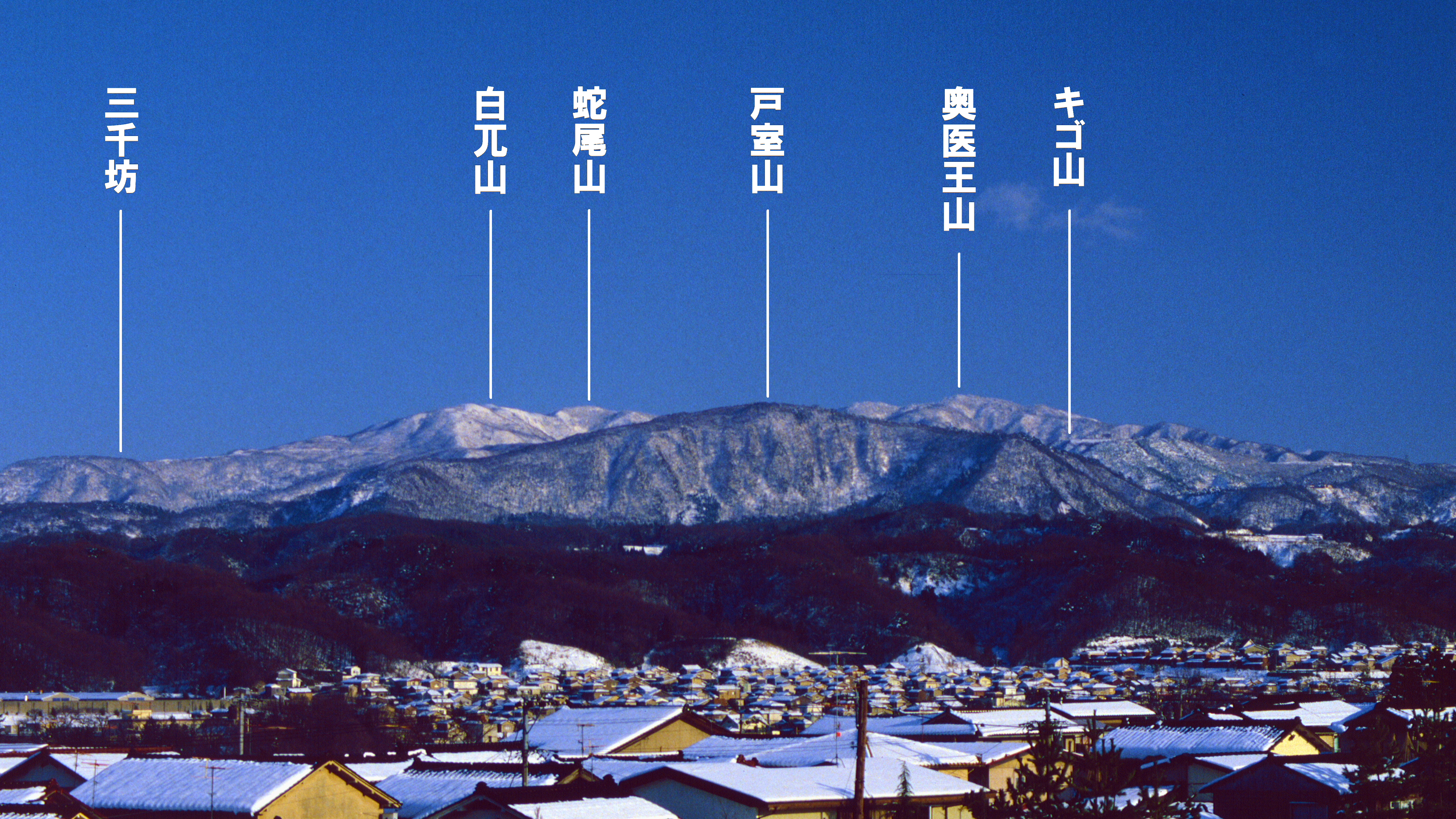
戸室山・キゴ山と医王山の峰々
1984年、小立野台地より

戸室山（とむろやま）は、石川県金沢市東部にある標高548 mの第四紀火山。溶岩円頂丘（溶岩ドーム）。景観的には山体の半分が欠けて、金沢市街側が凹形の左右対称的な山容で、背後の裾野の広い医王山とよく調和した美を作りだしている。
医王山県立自然公園に含まれる。

## 概要
山名の由来として、『龜の尾の記』に「泰澄大師醫王山に禅定内外の室ありしと云ふ、其の外室（とむろ）なり」（意訳：泰澄大師が医王山禅定の際宿泊した外室がここにあった）とある。

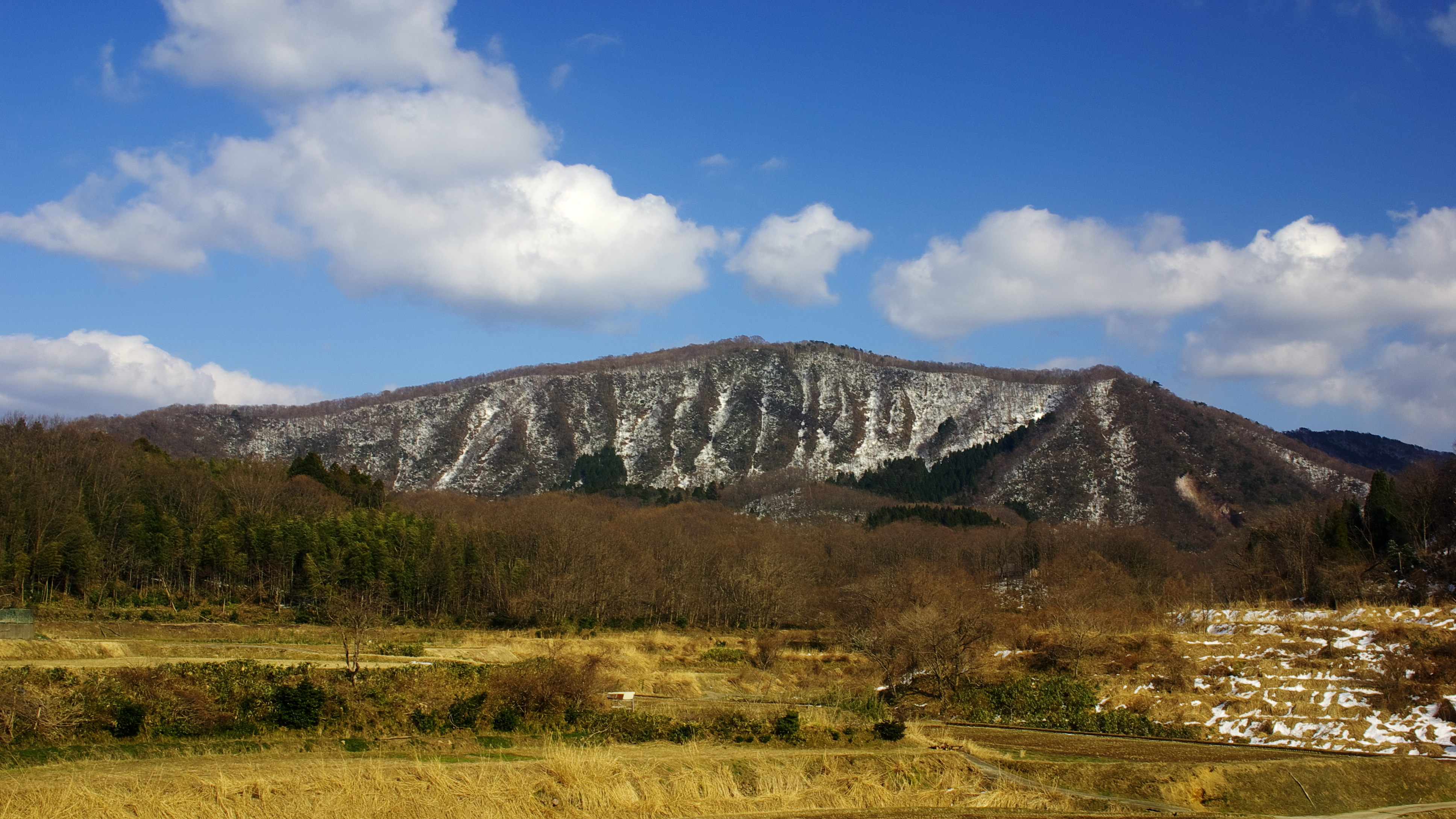
俵町より見る

一方、『白山禅頂私記』によれば、泰澄が白山から日本海を航海する米船に、鉢を飛ばして米を乞うたが拒絶されたため、米俵・櫓をことごとく鉢とともに医王山方向に飛ばして取り寄せたとき、米俵が着いた所が俵（金沢市俵町）、櫓が着いた場所が飛櫓（とぶろ）であるとしている。
山頂から北へ少し下がった所に小祠があり戸室（飛櫓）権現と号す。本地仏は金沢市千手院にあるという。
戸室山の南東麓、県道209号沿いに医王山寺がある。
山頂には国土地理院の3等三角点、点名「戸室山」がある。明治39年（1906年）選定・造標・観測。

## 火山として

### 溶岩円頂丘形成
金沢市街地の中心から東南東へ約8kmの位置にある戸室山とその東南に隣接するキゴ山は、いずれも比高約250mの溶岩円頂丘である。基盤は中部更新統の卯辰山累層からなる。
岩質は斜方輝石角閃石安山岩質で、石英・黒雲母の斑晶も含まれる。この溶岩円頂丘が形成されたK-Ar年代は0.43～0.61Maである（43～61万年前、チバニアン）。
溶岩円頂丘を形成するとともに厚さ50～100mと推定される溶岩流が北～北東方向に約1km流れ下り、戸室山北部の溶岩流先端付近では直径数mの岩塊が多数濃集しており、時に10m近い大きさの岩塊も存在する。

### 岩屑なだれ
戸室山は爆発によって西側（金沢市街側）山腹が崩壊しており、その山麓に岩屑なだれ堆積物が分布する。流れ山と呼ばれる多数の小丘をつくるとともに、大量の岩塊が含まれる。
戸室山の基盤高度は東側で約400m、西側で約300mであり、西側へ約6度傾く斜面上にあり、崩壊した部分は溶岩円頂丘底面の最大傾斜方向に当たる。戸室山は底面積1.25km2、基盤からの高さ200mで、体積は0.111km3と推定される。戸室山の三日月型の山体について、南北の尾根の同じ高さの地点を直線で結んだ形が本来のものと仮定して崩壊によって失われた凹部の体積を計測すると0.016km3となる。北陸周辺の火山体崩壊の例には、1984年の御岳南斜面の伝上崩壊(0.036km3)、4400年前の白山東斜面の大白川岩屑流(0.13km3)などがある。
戸室山の崩壊はこれらより小規模だが、緩傾斜の丘陵上の比較的なだらかな溶岩円頂丘なのに、全体積の10%以上が崩壊した点で特異である。
1999年、この岩屑なだれによる流れ山中にトチノキが巻き込まれた露頭が発見され、岩屑なだれ発生時の14Cによる年代測定が可能となった。半減期5568年を用いた経過年は18200±200年であった（最新値5730年を用いると18700±200年）。この年代は最終氷期・後期更新世を示す。
この岩屑なだれの理由は、火山の基盤となった地形面が金沢市方向（西）に傾斜していることと、溶岩円頂丘が形成された際、この傾斜の影響で溶岩円頂丘の下流側の斜面が急傾斜に作られていたためと考えられる。
有史以降、記録に残る噴火はない。

## 登山

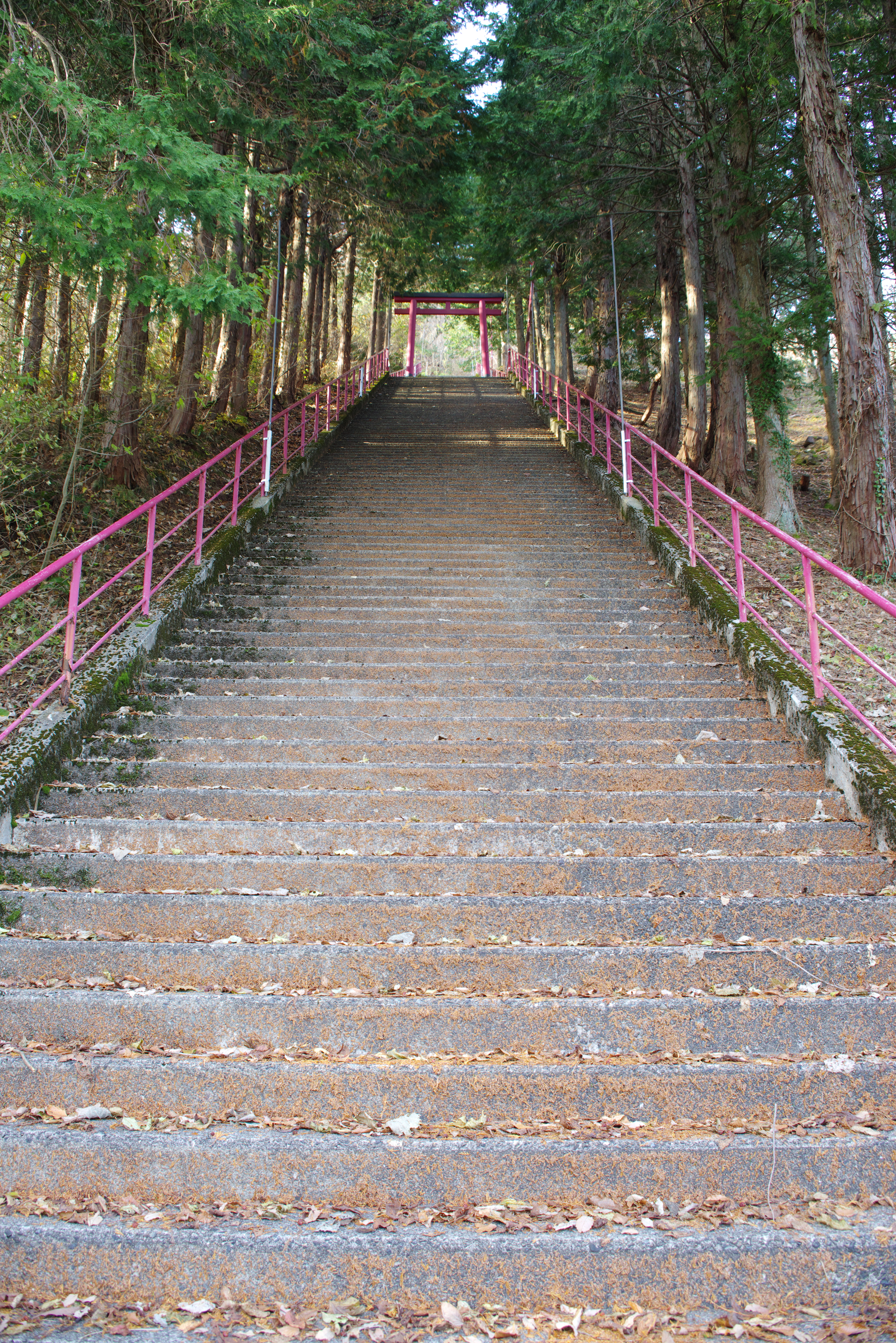
医王山寺側の階段登山道

かつては北西側の戸室新保から尾根伝いに登る道が唯一の登山道だった（約1時間）。現在最も多く利用されているルートは南東側の医王山寺の境内から階段を登るルートで眺望もよい（約20分）。
中腹には与謝野晶子が金沢へ来遊した際に詠んだ歌が歌碑となり戸室石に刻まれている。この歌は石川師範学校に講演に訪れた際に詠んだ歌という。
三角点付近の眺望は、樹木が多く隙間から垣間見える程度である。

## 戸室石
産地は戸室山・キゴ山付近。岩質は輝石角閃石安山岩。青灰色を呈するものと噴出の際の酸化作用で赤色を呈するものがあり、前者は青戸室、後者は赤戸室と呼ばれている。金沢城の石垣等に用いられた石材。
戸室山溶岩類とキゴ山溶岩類は類似した岩石学的性質を有し、両者を肉眼や顕微鏡観察で区分することは難しい。
ちなみに戸室山の背後に近接する医王山は、新第三系の医王山累層、おもに流紋岩～デイサイト質の火砕岩類からなり、一部に溶結凝灰岩や溶岩を伴う。K-Ar年代は約14Ma（1400万年前） であり、火山由来ではあるが、戸室山とは岩質も年代も全く異なっている。

### 戸室石切丁場

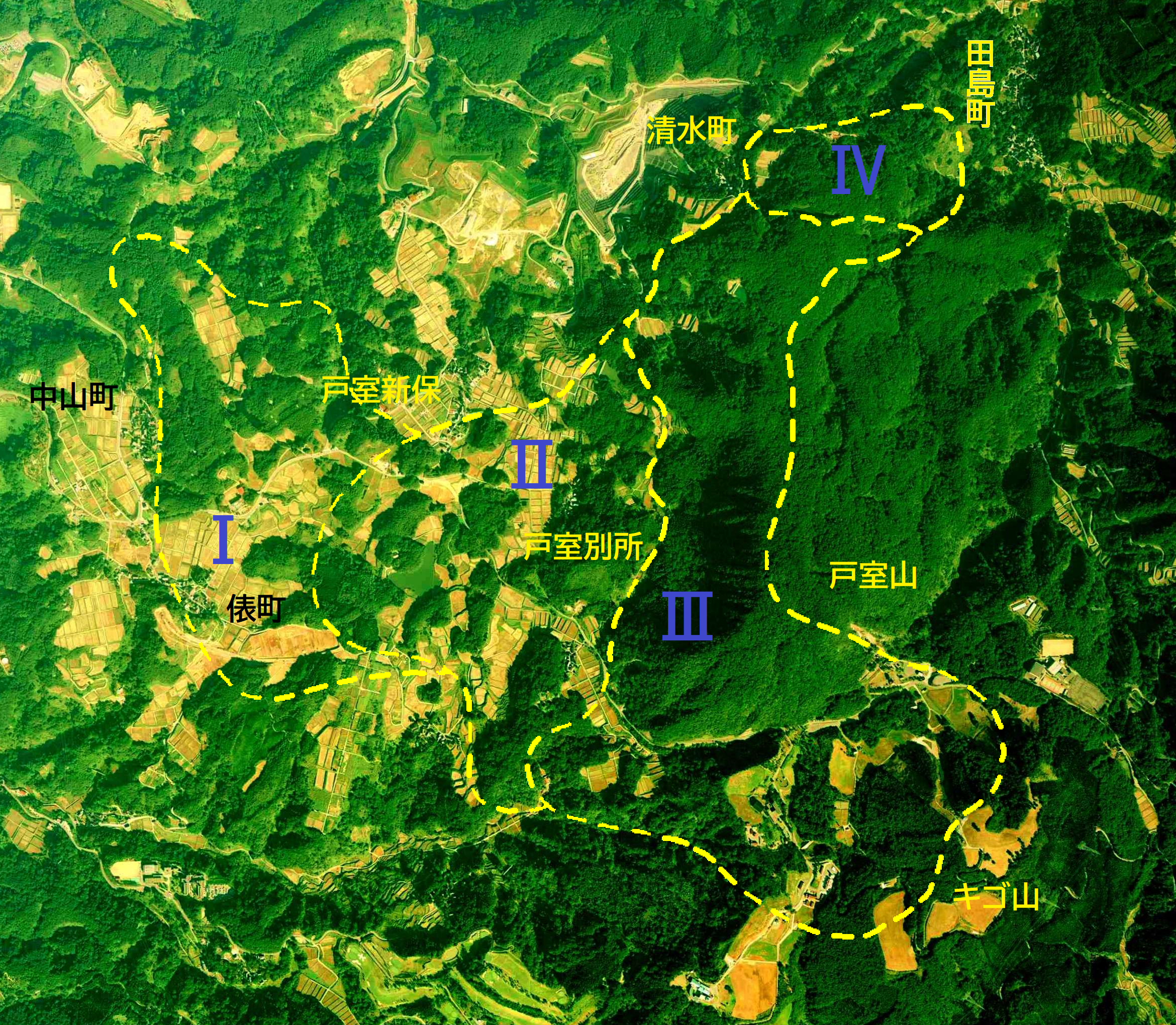
戸室山と藩政期石切丁場の分布（上方が北。金沢城は図外はるかに北西にある）

戸室山周辺に散在する、金沢城の石垣の採石場所。安山岩の埋蔵地が約600ヘクタールにわたって分布しており、採掘坑は700箇所以上が確認されている。
文禄元年（1592）の本丸高石垣築造から採石が始まったとされており、明治時代まで盛んに採石された。時代が新しくなるにつれ採石場所は金沢城から遠くなっていく傾向がある。
石は現地で加工された後、城内まで石引道を使って運搬された。
金沢城石垣に使われている戸室石は、戸室山周辺の石切丁場から持ち込まれた。戸室石は御留石として自由な採石が禁止され、丁場や石引道を管理する山奉行、道奉行が置かれた。

#### 戸室石切丁場跡の分布
右図に破線で区分されローマ数字I～IVが付された4地域は、採掘坑の規模や残存石材の状況（矢穴痕の有無・刻印など）などに基づき区分された4地域である。

##### 地域I
戸室山西方に広がる低丘陵の西半分、現在の中山町と俵町地内の東西1.0km、南北1.8kmの範囲である。地質的には「戸室山岩屑なだれ堆積物」に区分され、戸室山の山体崩壊による岩屑なだれが堆積した区域の西半に該当する。
石切丁場跡は、北部に10か所、南部に2か所の計12か所が確認されており、いずれも矢割石を伴わない小規模（平面3m～4ｍ前後・深さ1m未満）密集型の採掘坑で構成される丁場跡である。

##### 地域II
戸室山西方低丘陵地の東半分。現在の戸室新保から戸室別所・湯谷原町・小豆沢町にかけての東西1.3km、南北1.5kmの範囲である。
地質的には、地域Iと同様の「戸室山岩屑なだれ堆積物」の地層が大半で、南東域の一部が「火砕性堆積物」の地層である。20か所の丁場跡が確認された。採掘坑の規模や群構成は地域Iと大差ないが、若干拡大する傾向がある。矢穴痕のある割石片を伴い、地点によっては分割途上の母岩・未製品・原石等が残り、これらに小型の刻印を付す例が認められた。

##### 地域III
戸室山北中部から南部およびキゴ山北西部まで、現在の戸室別所・湯谷原町・小豆沢町・平等本町にかけての東西0.5km～1.7 km、南北2.6 kmの範囲である。地質的には、戸室山北中部から南部が戸室火山の溶岩円頂丘ないし溶岩流の「戸室溶岩類」、キゴ山周辺がキゴ山火山の溶岩円頂丘と「キゴ山溶岩類」と周囲の「火砕性堆積物」である。石切丁場跡は15か所確認された。平面6m～15m程度・深さ2m～3m程度の中型採掘坑が典型であり、周辺には石材製作の各工程を留める石材を残存することが多い。

##### 地域IV
戸室山の北端部、現在の田島町を中心に清水町の一部を含む東西800m・南北400m程の範囲である。地質的には戸室火山の活動に伴って北流した溶岩の先端部にあたるため、他所に比べて多数の大型の岩塊を濃密に包含する地層からなる。採掘規模が大きく、平面20 m以上の大型採掘坑、中には平面30m・深さ4m～6mの特大型採掘坑、密集する中型坑群が存在する。その一方で小型採掘坑の小群も存在する。「戸室山御丁場」の中枢部。

#### 文献・考古史料による金沢城石垣普請と戸室石切丁場の変遷

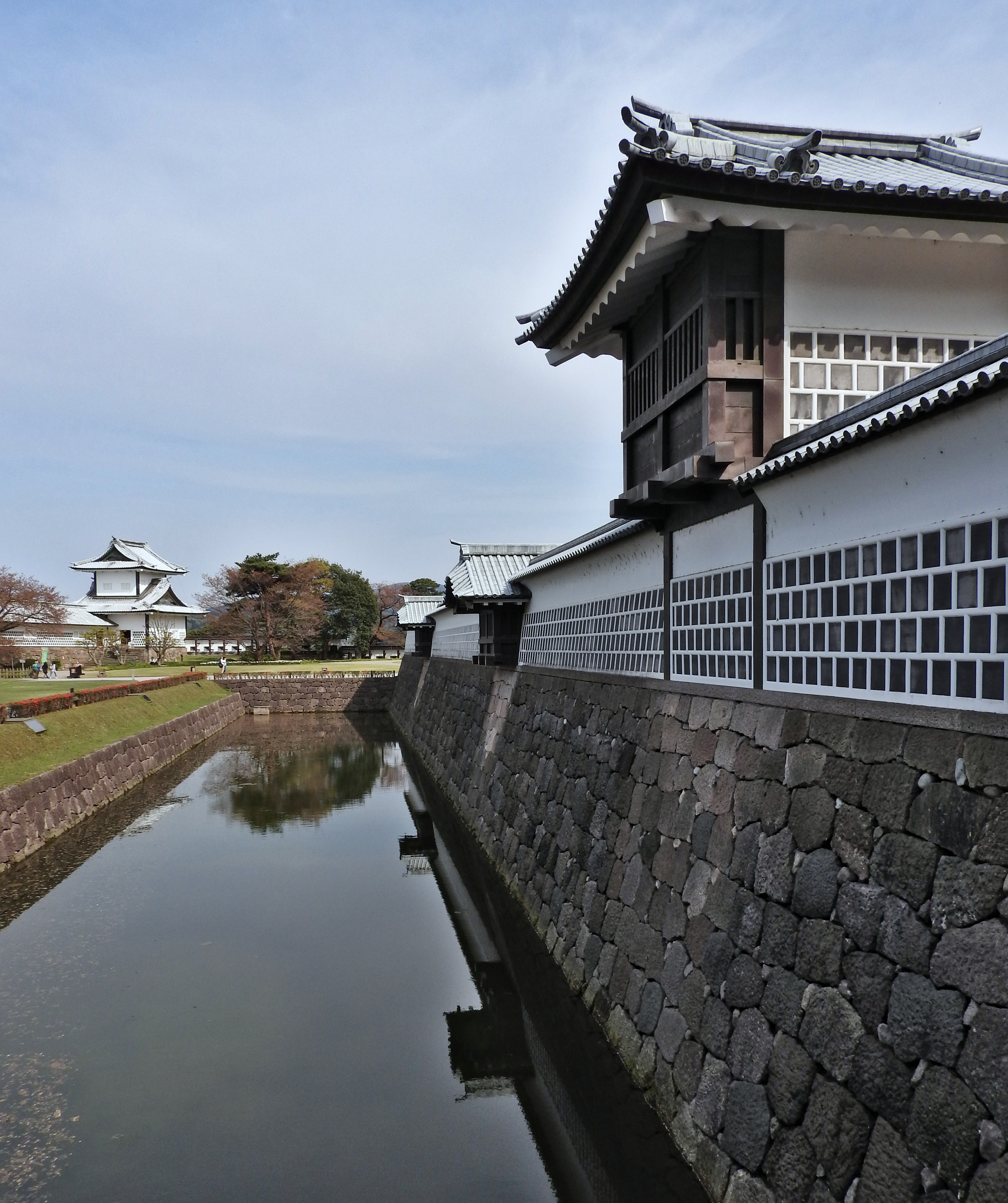
金沢城の石垣

金沢城の場合、切石積の石垣を除けば石材の成形・調整などの加工を石切丁場で完了させることが原則であったので、
(1) 丁場に残る加工を終えた完成品の石材と金沢城石垣の石材を対比し、残石から時期が特定できる採掘坑を典型例として、規模・形状や群構成、屑石の特徴等の遺構特性が類似する採掘坑は概ね同時期の所産であるとし、
(2) 加工途上や完成品の石材が当時の作業状態を留めて採掘坑内に残されている場合は、その石材は丁場跡の廃絶時期を示すとして、採石域の変遷を次のようにまとめた。

##### 金沢城1期石垣（文禄期、1592～1596）
構築者は初代藩主の前田利家である。この期の石垣は東ノ丸北から東面一帯に現存する他、本丸南辺下（御花畑）、本丸西側等の地点で埋没した状態で確認されている。17世紀末頃成立の史書『 三壺聞書』には文禄元年（1592）に城の南東に位置する戸室山から石材を採掘し石垣を築いたことが見える。
- 石切り丁場の位置：戸室山西麓から西方低丘陵の俵・中山地区にかけての範囲。地域I含む戸室山西麓一帯で、少なくとも地域Ⅱの一部を含む。地域Iに丁場跡が残る[15]。

##### 金沢城2期古段階石垣（慶長（1596～1615）前期）
構築者は2代藩主の前田利長である。この期には石垣普請の記事はないが、慶長7年（1602）の天守消失とこれに代る三階櫓の造成など、石垣普請が継続していたことを推察するに足る事項が知られる。遺構の事例は少ない。
- 石切り丁場の位置：地域Iを除くキゴ山から戸室山北部を含む範囲。岩屑なだれ堆積物の地質に加えてキゴ山や戸室山の本山域を含む広範囲に採掘域が広がる。地域IIに丁場跡が残る[15]。

##### 金沢城2期新段階（慶長（1596～1615）後期）
構築者は3代藩主の前田利常である。近世後期の史料であるが、名古屋城普請に並行して金沢城本丸高石垣（辰巳櫓下）を構築したとの記載が見える。遺構から見ても、名古屋城前田家丁場と金沢城辰巳櫓下石垣は、共通の特徴を備えている。この他三ノ丸北面・河北門周辺（九十間長屋下等）でも類似の特徴を持つ石垣が認められる。
- 石切り丁場の位置：地域Iを除くキゴ山から戸室山北部を含む範囲。岩屑なだれ堆積物の地質に加えてキゴ山や戸室山の本山域を含む広範囲に採掘域が広がる。地域IIに丁場跡が残る[15]。

##### 金沢城3期石垣（元和期、1615～1624）
構築者は前田利常である。利家・利長以来の本丸形状は、元和6年（1620）の火災を契機に大規模な拡張を受け一新された。これとともに城郭縁辺も外堀の付け替え等大きな整備が行われた。石垣も本丸北辺の一角や外堀周りに新たな傾向を有するものが認められる。
- 石切り丁場の位置：地域Iを除くキゴ山から戸室山北部を含む範囲。岩屑なだれ堆積物の地質に加えてキゴ山や戸室山の本山域を含む広範囲に採掘域が広がる。地域IIに丁場跡が残る[15]。

##### 金沢城4期石垣（寛永期、1624～1644）
構築者は前田利常である。寛永8年（1631）に城下南西で発生した火災は市街のほぼ全域に広がり、金沢城も大部分が被災した。この火災を受け城は二ノ丸を中心とした構造に大きく変容することになった。金沢城の新たな石垣普請はこれをもってほぼ終了し、後は修築となる。
- 石切り丁場の位置：前段階の採石域から地域IIを除く範囲。戸室山・キゴ山の本山域にあたり、戸室山北端での採掘規模が拡大する。地域IIIに丁場跡が残る[15]。

##### 金沢城5期石垣（寛文期、1661～1672）
構築者は5代藩主の前田綱紀である。綱紀への代替わりで（寛文元年（1661）に江戸から金沢城に入城）、石垣修築の隆盛。
この期を代表する粗加石積石垣は、二ノ丸北面（菱櫓下含む、寛文8年修築）と鯉喉櫓下（寛文4年修築）である。
- 石切り丁場の位置：戸室山北端の田島・清水地区（地域IV）へ石切丁場の集約統合が図られ、藩直営の「戸室山御丁場」が成立した[15]。

なお、5期の後も近代に至るまで大小の修築が行われた。文禄～幕末の金沢城の石垣普請を、文献史料等から概ね10段階に分ける考え方もある。

#### 自然科学的検証による金沢城石垣普請と戸室石切丁場の変遷
金沢城1期から5期の代表的な石垣を選び、石垣に使われた戸室石の帯磁率を測定した結果と、戸室石切丁場4地域での帯磁率ヒストグラムを作成し、金沢城各期石垣でのヒストグラムとの類似性から採石域を比定した。その結果は、上記の文献・考古史料から導いた採石域の変遷と整合した。

## 交通・アクセス
- 車：JR西日本金沢駅から医王山寺側登山口まで県道209号経由で13.2km、23分。
- バス：JR西日本金沢駅から約50分（北鉄バス 「医王山スキー場前」）